# 雷士楨
雷士楨（1545年—1589年），原名雷士煌，字國柱，號雪菴，改號慕庵，陝西西安府同州朝邑縣人，明朝政治人物。韓邦奇外孫。

## 生平
因父亲受同州同知張銘笞责，愤恨而卒，因而自號雪菴，以期报仇。成進士後張銘疽發于背而死，乃更號慕菴。
隆慶四年（1570年）庚午科陝西鄉試第五十名，萬曆二年（1574年）甲戌科會試第一百六十六名，登三甲第二名進士。初授太常博士，万历十年考选为浙江道御史。奉命巡漕，聽聞母親韓孺人訃，遂請告歸。萬曆十七年卒，年四十五。著有《覆瓿集》八卷、《太常考》八卷。

## 家族
曾祖雷景瑞；祖父雷霓；父雷世濟（1510年-1564年），字天德，號南河，因受同州同知張銘笞责，愤恨而卒。母韓氏，南京兵部尚书韩邦奇之女。王氏，御史雷士祯妻。年二十四而寡，抚幼孤肃，家政者四十年，节慈并著。
兄雷士耀、雷士煇。雷士楨四十二歲才生一子雷壯。